# Orthosia benepicta
Orthosia benepicta är en sydamerikansk fjärilsart som beskrevs av Köhler 1947. Artens taxonomiska hemvist är oklar men den placeras tills vidare antingen i  släktet Orthosia eller i Perigrapha inom familjen nattflyn. Artens typlokal är San José de Metán i Argentina.